# Mojeño-trinitario
El mojeño-trinitario és una llengua que pertany a l'extensa família lingüística arawak. Es parla a Bolívia, concretament en tot el Territori del Parc Nacional Isiboro-Secure (TIPNIS), al Territori Indígena Multiètnic (TIM), al llarg del riu Mamoré (a Rosario), a la ciutat de Trinidad, i al voltant de les poblacions de San Lorenzo i San Francisco.
Des de la promulgació del decret suprem Núm 25894 l'11 de setembre de 2000, el trinitario és una de les llengües indígenes oficials de Bolívia. Va ser inclòs a la Constitució Política promulgada el 7 de febrer de 2009 (amb el nom de mojeño-trinitario).
El trinitari compta amb 3.140 parlants aproximadament i, per això, és considerada una llengua en perill de desaparició. Comparada amb les altres llengües del tronc mojo (ignaciano, javeriano i loretano), el trinitario és la llengua mojeña més important quant al nombre de parlants. No obstant això, a Trinidad i a San Lorenzo de Moxos s'evidencia una pèrdua ràpida de l'idioma per part de les generacions joves, els quals parlen només castellà. La situació és diferent en el Parc Nacional Isidoro-Sécure, on els nens encara parlen l'idioma indígena.

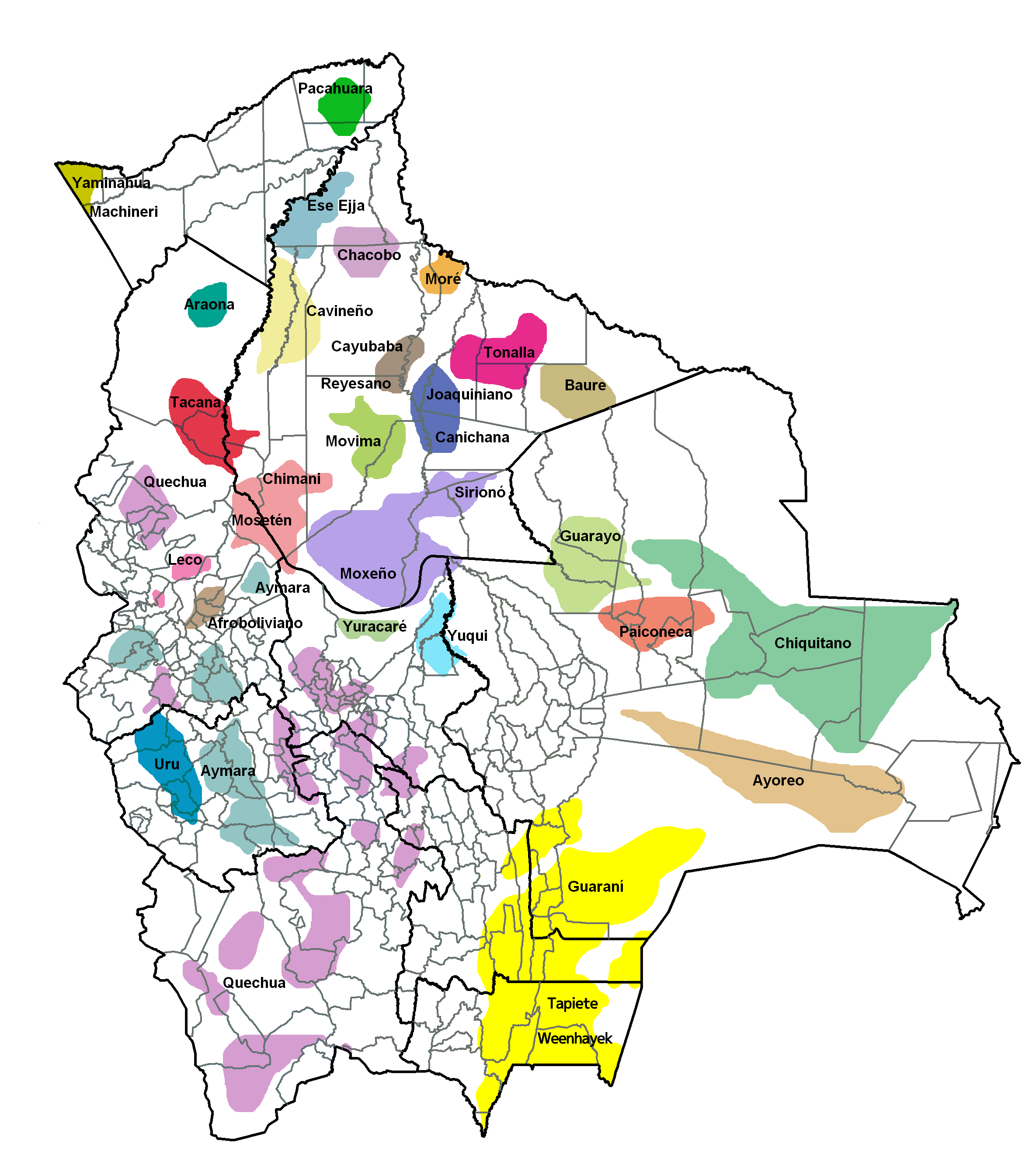
Pobles originaris de Bolívia

Com assenyala Rose (2012), els noms de les quatre varietats mojeñas: trinitario, ignaciano, loretano i javeriano, corresponen a missions jesuïtes de finals de segle xvii. Es creu, però, que haurien existit més diferències dialectals abans de l'època de les missions, quan la política lingüística tenia com a meta reduir la varietat lingüística a alguns "idiomes generals".
El mojeño-trinitario és una de les poques llengües arawak parlades a Bolívia, juntament amb el baure i el machineri. Dins el grup mojeño, sembla que el javeriano i el loretano són molt similars al trinitario (raó per la qual són referits també com a dialectes en la literatura), però l'ignaciano mostra més diferències, en particular a nivell fonològic i morfofonològic.